# Atsız Mecmua
Benannt nach ihrem Gründer und Herausgeber Nihal Atsız (1905–1975) erschien die türkischsprachige Zeitschrift Atsız Mecmua, mit dem Zusatz Aylık fikir mecmuası („Ein monatliches Ideen-Magazin“), von 1931 bis 1932 in Istanbul. Insgesamt wurden regelmäßig alle vier Wochen 17 Ausgaben herausgegeben.
Die Zeitschrift veröffentlichte unter anderem Artikel über Literatur, Geschichte, Nationalismus, türkische Volksliteratur und soziale Themen, und auch über usbekische und turkmenische Musik und Folk-Songs der in Kirkuk ansässigen turkmenischen Bevölkerung. Die zentralen Themen der Zeitschrift bildeten antikommunistische und nationalistische Artikel, die auf Atsızs Verständnis einer gemeinsamen türkischen Identität zurückgehen. Atsızs gilt als einer der führenden Ideologen des Pan-Turkismus, was auch das Erkennungszeichen der Grauen Wölfe (bozkurtlar) auf dem Titelblatt der Zeitschrift erkennen lässt. Dies hat die Zeitschrift mit anderen pan-türkischen Zeitschriften wie Bozkurt, Orkun und Otuken gemeinsam.
Neben Nihal Atsız, der die meisten Artikel verfasste, zählten Mehmet Fuad Köprülü (1888–1966) und Zeki Velidi Togan (1890–1970) zu den wichtigsten Autoren der Atsız Mecmua. Die Veröffentlichung eines Artikels, in dem Atsız den neuen Dekan der Dar-ül Fünun (später Universität Istanbul) kritisierte, führte zu seinem Ausschluss und dem Verbot der Atsız Mecmua im Jahr 1932.